# Seznam medailistů na letních olympijských hrách v horských kolech – muži
Kompletní přehled všech olympijských medailistů v horských kolech mužů. Do programu LOH byla zařazena tato disciplína v roce 1996.

## Cross-country
| Rok      | Zlato                              | Stříbro                                | Bronz                                       |
| -------- | ---------------------------------- | -------------------------------------- | ------------------------------------------- |
| LOH 1996 | Bart Brentjens · Nizozemsko (NED)  | Thomas Frischknecht · Švýcarsko (SUI)  | Miguel Martinez · Francie (FRA)             |
| LOH 2000 | Miguel Martinez · Francie (FRA)    | Filip Meirhaeghe · Belgie (BEL)        | Christoph Sauser · Švýcarsko (SUI)          |
| LOH 2004 | Julien Absalon · Francie (FRA)     | José Antonio Hermida · Španělsko (ESP) | Bart Brentjens · Nizozemsko (NED)           |
| LOH 2008 | Julien Absalon · Francie (FRA)     | Jean-Christophe Péraud · Francie (FRA) | Nino Schurter · Švýcarsko (SUI)             |
| LOH 2012 | Jaroslav Kulhavý · Česko (CZE)     | Nino Schurter · Švýcarsko (SUI)        | Marco Aurelio Fontana · Itálie (ITA)        |
| LOH 2016 | Nino Schurter · Švýcarsko (SUI)    | Jaroslav Kulhavý · Česko (CZE)         | Carlos Coloma Nicolas · Španělsko (ESP)     |
| LOH 2020 | Tom Pidcock · Velká Británie (GBR) | Mathias Flückiger · Švýcarsko (SUI)    | David Valero · Španělsko (ESP)              |
| LOH 2024 | Tom Pidcock · Velká Británie (GBR) | Victor Koretzky · Francie (FRA)        | Alan Hatherly · Jihoafrická republika (RSA) |